# しろめし修行僧
『しろめし修行僧』（しろめししゅぎょうそう）は、2022年4月9日（8日深夜）から6月25日（24日深夜）までテレビ東京系列の「ドラマ24」枠で放送されたテレビドラマ。主演はドラマ初主演の岡部大（ハナコ）。
修行僧の米田たくあんが全国行脚の修行を通して「しろめしに合う最高のおかずとは何か」を追求するグルメドラマ。旅先で出会うマドンナとの淡い恋模様も展開される。

## キャスト

### 主要人物
米田たくあん（こめだ たくあん）
演 - 岡部大（ハナコ）（幼少期：鈴木かつき）
ラッパーを目指すほぼニートであったが、実家の寺を継ぐため修行の旅に出る。
佐藤ぶりあん（さとう ぶりあん） / 雅史（まさし）
演 - 犬飼貴丈（幼少期：塩崎忍）
黒毛宗総本山裟呂院の御曹司。たくあんの幼なじみ。
米田つぶあん（こめだ つぶあん）
演 - 中山翔貴
たくあんの弟。大学生。
米田こしあん（こめだ こしあん）
演 - 松平健
たくあんの将来を案じて修行を命じる、厳しくも愛のある父。

### ゲスト
第1話
- 海原千佳 - 内田理央[3]
- 船長・黒崎勇 - 山口祥行[7]
- DJトロ - DJ松永（Creepy Nuts）[8]（第5話・最終話）
- 姉妹 - 白上心望、園田あいか[9]

第2話
- 山村朱里 - 松井玲奈[3]
- 山村重雄 - おかやまはじめ[10]

第3話
- 黒木亜衣 - 小西桜子[3]
- 佐々木玲央 - 喜矢武豊（ゴールデンボンバー）[11]

第4話
- 柏原瞳 - 真飛聖[12]
- 田中太郎 - 桜木健一
- 鉄山 - 芹沢興人[13]
- 番頭 - 小宮孝泰
- 従業員 - 内藤聖羽

第5話
- 北里えみり - 桜井日奈子[12]
- えみりの父 - 伊藤正之
- ディレクター - 今井隆文
- アズサ - 宮瀬なこ

第6話
- 清水美咲 - 仙道敦子[12]
- 清水祥太 - 森島律斗[14]

第7話
- 松井麗華 - 筧美和子[12]
- 松井和馬 - 深水元基

第8話
- 志島円香 - 村山輝星[15]
- 志島葉子 - 菜葉菜
- 円香のパパ - 岡部たかし

第9話
- 初音 - 駒井蓮[15]
- くまだまさし[16]

第10話
- ク・ミレ - 藤井美菜[15]
- ジュウォン - 柾木玲弥
- チェン会長 - 真砂京之介
- キム秘書 - 佐々木史帆
- ヨンナム - 岡部大（ハナコ）

最終話
- 榎本茉奈 - 武田梨奈[15]（幼少期：斉藤百奏[17]）
- ぶりあんに差し入れをする女性たち - 遠乃おと[18]、幸田彩加

## スタッフ
- 脚本 - 根本ノンジ、伊達さん（大人のカフェ）
- 監督 - 及川拓郎、桑島憲司、的場政行
- ナレーション - 小林清志
- 音楽 - 瀬川英史
- オープニングテーマ - Kroi「Small World」（ポニーキャニオン / IRORI Records）[3]
- エンディングテーマ - しなの椰惠「まっしろ」（ユニバーサル シグマ）[19]
- 護摩行監修 - 大塚知明
- フードコーディネーター - はらゆうこ、山崎千裕
- アクション指導 - 栗田政明（倉田プロモーション）
- 技術協力 - ビデオフォーカス、サウンドライズ
- 美術協力 - ケイプランニング
- チーフプロデューサー - 祖父江里奈（テレビ東京）
- プロデューサー - 濱谷晃一（テレビ東京）、清家優輝（FINE）、的場政行（FINE）
- 制作 - テレビ東京、ファインエンターテイメント
- 製作著作 - 「しろめし修行僧」製作委員会

## 放送日程
| 各話   | 放送日  | サブタイトル                                          | ラテ欄                                  | 脚本       | 監督     |
| ------ | ------- | ----------------------------------------------------- | --------------------------------------- | ---------- | -------- |
| 第1話  | 4月09日 | 絶品漁港めし 無限なめろうは涙味                       | 究極のご飯の友は!? 南房総の(秘)なめろう | 根本ノンジ | 及川拓郎 |
| 第2話  | 4月16日 | 栃木大田原 牛肉のしぐれ煮 恋しぐれ                    | 大田原牛のステーキVS とれたて自然薯丼   | 根本ノンジ | 及川拓郎 |
| 第3話  | 4月23日 | 商店街はごはんの友天国                                | めんたいこの佃煮!? 恋した彼女に裏の顔   | 根本ノンジ | 及川拓郎 |
| 第4話  | 4月30日 | 信州・老舗旅館 野沢菜が救う女将のピンチ               | 有名旅館ソムリエVS若女将! 野沢菜の乱    | 伊達さん   | 桑島憲司 |
| 第5話  | 5月07日 | 相模原・卵ロード 究極TKGでセンターを狙え!             | 究極の卵かけご飯                        | 伊達さん   | 桑島憲司 |
| 第6話  | 5月14日 | 泣くな、ぶりあん 大豆とちくわひじきは母の味           | 逗子漁港生しらす! 20年ぶり母と再会      | 根本ノンジ | 及川拓郎 |
| 第7話  | 5月21日 | しろめしと団地妻 禁断の味は美味いか、苦いか、甘いのか | 絶品スタミナ料理& セクシー団地妻誘惑    | 根本ノンジ | 及川拓郎 |
| 第8話  | 5月28日 | その娘…“白米嫌い”                                     | 究極スナックおかずに 白米嫌い女子が涙   | 伊達さん   | 的場政行 |
| 第9話  | 6月04日 | 世にも奇妙なしろめし物語                              | 幻の漬けマグロ丼! 百年越しの恋の呪い    | 根本ノンジ | 及川拓郎 |
| 第10話 | 6月11日 | 恋のマシソヨ! 男と女と坊主とキムチ                    | 愛と復讐の逆転劇! 激辛韓国グルメ危機    | 伊達さん   | 的場政行 |
| 第11話 | 6月18日 | 雨の夜…揺れるともしび 浮かぶしろめし                  | 凶暴クマ出没! 死ぬ前に食べる全71品!?    | 伊達さん   | 桑島憲司 |
| 最終話 | 6月25日 | 旅の終わり 究極のごはんの友とは?                      | 初恋相手は逃亡犯! 究極0円おかずに涙     | 根本ノンジ | 及川拓郎 |

## スピンオフドラマ
『食パン修行僧』のタイトルで2022年6月1日よりひかりTVで独占配信。ぶりあんの一言をきっかけに、つぶあんが食パンに合う究極のおかずを作ろうと試行錯誤するストーリー。

### キャスト（スピンオフドラマ）
- 佐藤ぶりあん - 犬飼貴丈
- 米田つぶあん - 中山翔貴

### スタッフ（スピンオフドラマ）
- 脚本 - 濱谷晃一[22]
- 監督 - 桑島憲司